# Romain de Tirtoff
Romain de Tirtoff, in russo Роман Петрович Тыртов?, Roman Petrovič Tyrtov, detto Erté (San Pietroburgo, 23 novembre 1892 – Parigi, 21 aprile 1990), è stato un pittore, scultore, costumista e scenografo teatrale russo naturalizzato francese.
Fu uno dei massimi rappresentanti dell'art déco. Fu scultore, disegnatore e stilista di moda, apprezzato anche come disegnatore di gioielli, figurinista, costumista teatrale, scenografo e illustratore di riviste.

## Biografia
Russo di nascita si trasferì a Parigi nel 1912, a soli 19 anni. 
Esordì per le sue capacità nel 1915, quando cominciò a disegnare la copertina per Harper's Bazaar.
A Parigi collaborò con i maggiori spettacoli del music-hall, creando i costumi di scena per Mistinguett e Marion Davies.
Nel 1922, a New York, iniziò una collaborazione con il produttore teatrale George White per gli spettacoli chiamati George White’s Scandals e successivamente con l'antagonista Florenz Ziegfeld per le Ziegfeld Follies. Nel 1969 illustrò un volume dei Beatles.
Ciò che di lui è più noto sono le raffinate produzioni in stile art déco: i soggetti preferiti delle sue opere sono figure femminili, eleganti e longilinee.
È conosciuto anche con il soprannome di Erté per la pronuncia francese delle iniziali R e T.

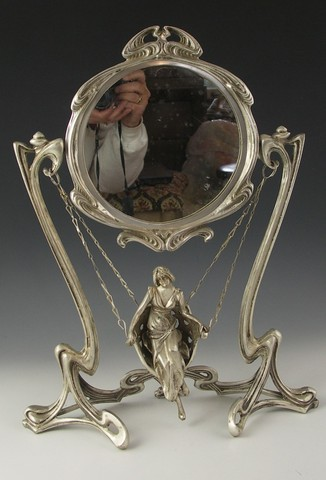
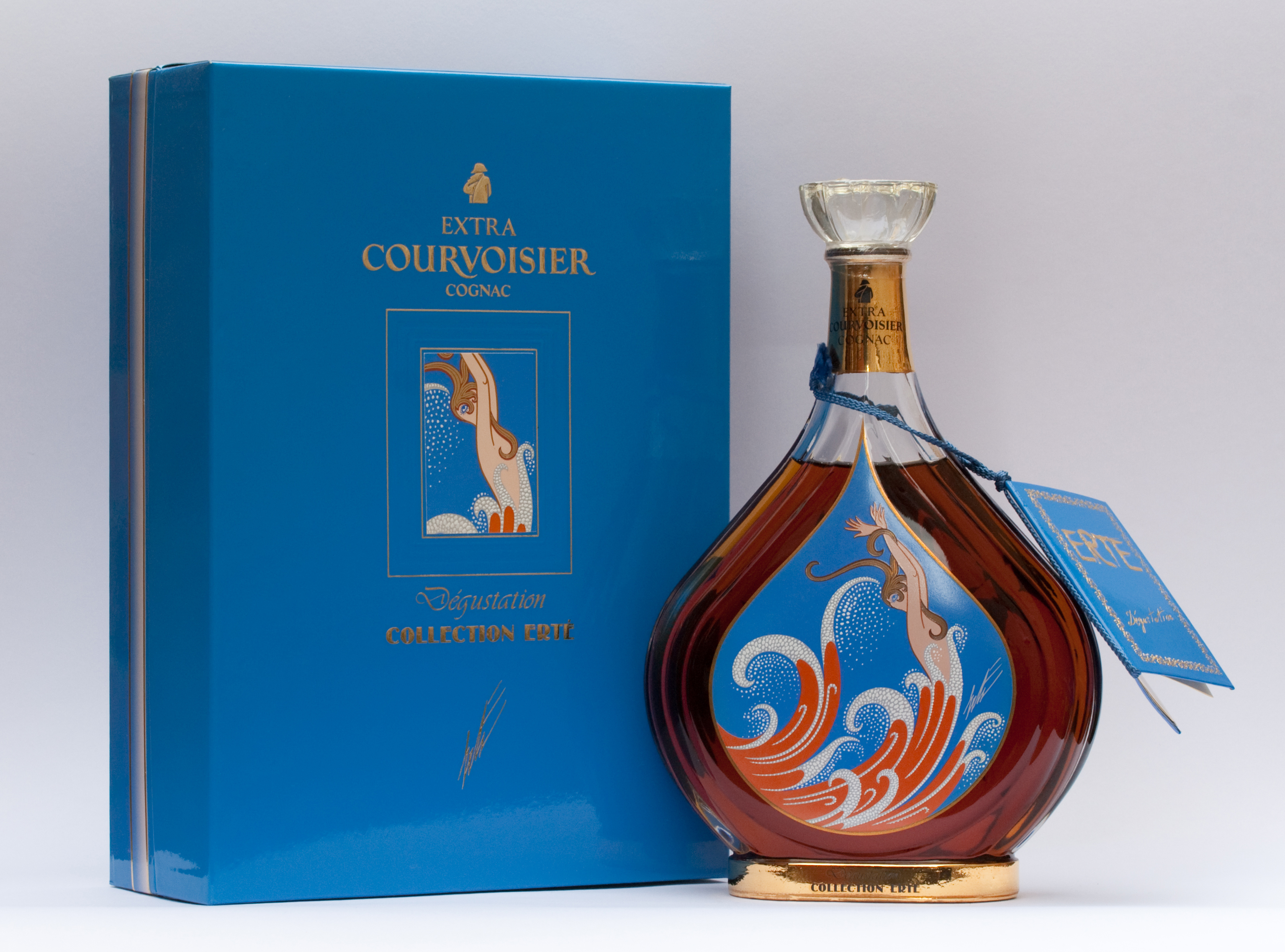
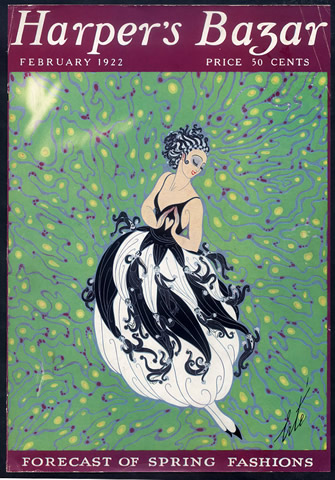

## Filmografia
- The Restless Sex, regia di Robert Z. Leonard e Leon D'Usseau (1920)
- Time, the Comedian, regia di Robert Z. Leonard (1925)
- Bright Lights, regia di Robert Z. Leonard (1925)
- Ben-Hur: A Tale of the Christ, regia di Fred Niblo - costumi per Carmel Myers, non accreditato (1925)
- The Mystic, regia di Tod Browning - costumi per Carmel Myers (1925)
- Sally, Irene and Mary, regia di Edmund Goulding - (costumi e scenografia - non accreditato) (1925)
- Dance Madness, regia di Robert Z. Leonard (1926)
- La Bohème, regia di King Vidor - costumi (non accreditato) (1926)
- Paris, regia di Edmund Goulding (1926)
- Hollywood che canta (The Hollywood Revue of 1929), regia di Charles F. Reisner (Charles Reisner) (1929)